# العلاقات البوسنية اليونانية
العلاقات البوسنية اليونانية هي العلاقات الثنائية التي تجمع بين البوسنة والهرسك واليونان.

## مقارنة بين البلدين
هذه مقارنة عامة ومرجعية للدولتين:
| وجه المقارنة                                              | البوسنة والهرسك                                             | اليونان                                                                             |
| --------------------------------------------------------- | ----------------------------------------------------------- | ----------------------------------------------------------------------------------- |
| المساحة (كم2)                                             | 51.20 ألف                                                   | 131.96 ألف                                                                          |
| عدد السكان (نسمة)                                         | 3.51 مليون                                                  | 10.76 مليون                                                                         |
| الكثافة السكانية (ن./كم²)                                 | 68.55                                                       | 81.54                                                                               |
| العاصمة                                                   | سراييفو                                                     | أثينا، نافبليو                                                                      |
| اللغة الرسمية                                             | اللغة البوسنوية، اللغة الكرواتية، اللغة الصربية             | لغة يونانية، اليونانية الديموطيقية ‏                                                 |
| العملة                                                    | مارك بوسني                                                  | يورو، دراخما، فينيكس يوناني ‏                                                        |
| الناتج المحلي الإجمالي (بليون دولار)                      | 18.17 مليار                                                 | 200.29 مليار                                                                        |
| الناتج المحلي الإجمالي (تعادل القوة الشرائية) بليون دولار | 41.35 مليار                                                 | 285.45 مليار                                                                        |
| الناتج المحلي الإجمالي الاسمي للفرد دولار أمريكي          | 4.25 ألف                                                    | 18.00 ألف                                                                           |
| الناتج المحلي الإجمالي للفرد دولار أمريكي                 | 10.43 ألف                                                   | 26.85 ألف                                                                           |
| مؤشر التنمية البشرية                                      | 0.733                                                       | 0.865                                                                               |
| رمز المكالمات الدولي                                      | +387                                                        | +30                                                                                 |
| رمز الإنترنت                                              | .ba                                                         | .gr                                                                                 |
| المنطقة الزمنية                                           | توقيت وسط أوروبا، ت ع م+01:00، ت ع م+02:00، أوروبا/سراييفو ‏ | توقيت شرق أوروبا، ت ع م+02:00، ت ع م+03:00، توقيت شرق أوروبا الصيفي ‏، أوروبا/أثينا ‏ |

## مدن متوأمة
في ما يلي قائمة باتفاقيات التوأمة بين مدن بوسنية ويونانية:
- ترتبط بانيا لوكا مع باتراس باتفاقية توأمة منذ 2003.[15][15][15][16]
- ترتبط سراييفو مع أثينا باتفاقية توأمة منذ 1972.
- ترتبط غراديسكا مع كافالا باتفاقية توأمة.

## منظمات دولية مشتركة
يشترك البلدان في عضوية مجموعة من المنظمات الدولية، منها:
| علم المنظمة | اسم المنظمة                               | تاريخ انضمام البوسنة والهرسك | تاريخ انضمام اليونان |
| ----------- | ----------------------------------------- | ---------------------------- | -------------------- |
|             | مؤسسة التنمية الدولية                     | 25 فبراير 1993               | 9 يناير 1962         |
|             | يونسكو                                    | 2 يونيو 1993                 | 4 نوفمبر 1946        |
|             | وكالة ضمان الاستثمار متعدد الأطراف        | 19 مارس 1993                 | 30 أغسطس 1993        |
|             | مجلس أوروبا                               | 24 أبريل 2002                | 9 أغسطس 1949         |
|             | الأمم المتحدة                             | 22 مايو 1992                 | 25 أكتوبر 1945       |
|             | الاتحاد البريدي العالمي                   | ?                            | ?                    |
|             | البنك الدولي للإنشاء والتعمير             | 25 فبراير 1993               | 27 ديسمبر 1945       |
|             | اتفاقية السماوات المفتوحة                 | ?                            | ?                    |
|             | الاتحاد الدولي للاتصالات                  | 20 أكتوبر 1992               | 1866                 |
|             | منظمة حظر الأسلحة الكيميائية              | ?                            | ?                    |
|             | مؤسسة التمويل الدولية                     | 25 فبراير 1993               | 26 سبتمبر 1957       |
|             | المنظمة الأوروبية لسلامة الملاحة الجوية   | 2004                         | 1988                 |
|             | المركز الدولي لتسوية المنازعات الاستشارية | 13 يونيو 1997                | 21 مايو 1969         |
|             | منظمة الشرطة الجنائية الدولية             | ?                            | ?                    |
|             | منظمة الأمن والتعاون في أوروبا            | 30 أبريل 1992                | 25 يونيو 1973        |

## وصلات خارجية
- موقع وزارة الخارجية البوسنية
- موقع وزارة الخارجية اليونانية